# Mercury Capri
La Capri è un'autovettura mid-size prodotta dalla Mercury dal 1970 al 1977, dal 1979 al 1986 e dal 1991 al 1994.
La Capri è stata venduta negli Stati Uniti in tre diverse serie. La prima fu assemblata in Germania e divenne, nel momento del picco di vendite, la vettura importata negli Stati Uniti più venduta dopo il Volkswagen Maggiolino. La seconda serie derivava dalla Ford Mustang e venne prodotta negli Stati Uniti. La terza generazione fu invece assemblata in Australia.
Il nome della vettura derivava dall'isola di Capri e richiamava un modello omonimo del gruppo Ford, la Lincoln Capri.

## La prima serie: 1970–1977

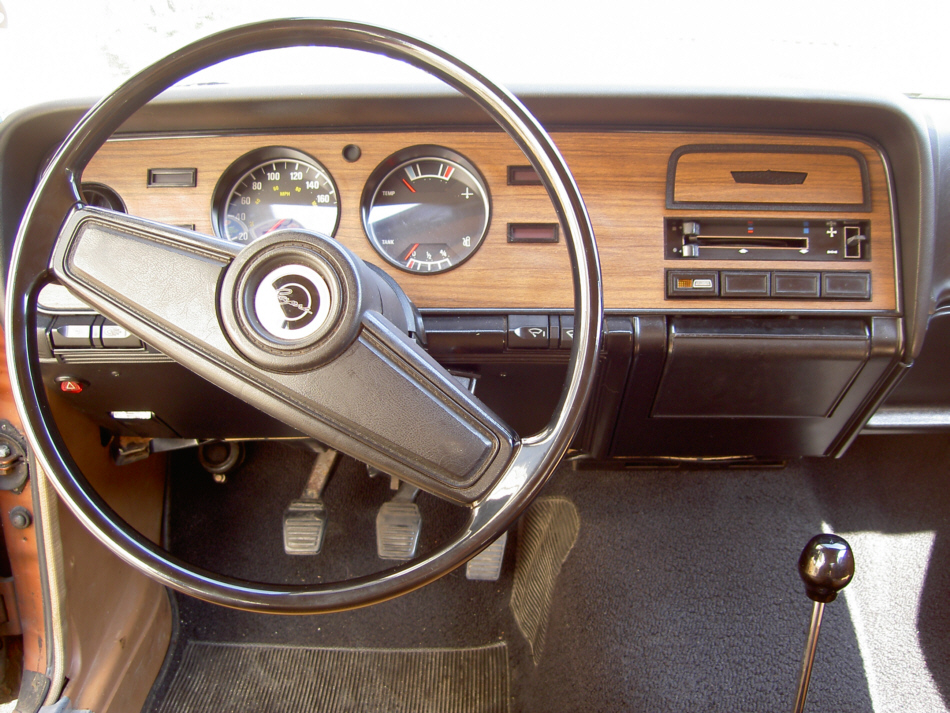
Il cruscotto di una Mercury Capri del 1973

Questa prima serie di Capri è stata prodotta a Colonia ed a Saarlouis, in Germania, ed è stata venduta in Nord America dai concessionari Mercury e Lincoln. All'inizio della commercializzazione non era in vendita con il marchio Mercury, bensì semplicemente come "Capri" nonostante avesse, come nome ufficiale, "Capri imported by Lincoln-Mercury" (cioè "Capri importata da Lincoln-Mercury"). Questa prima serie di Capri possedeva il motore montato anteriormente e la trazione posteriore. Sui mercati europei era venduta come Ford Capri.
Nel 1970 il modello debuttò con un motore a quattro cilindri in linea da 1,6 L di cilindrata e 72 CV di potenza. Nel 1971 venne invece introdotto un motore a quattro cilindri in linea da 2 L a valvole in testa che possedeva un rapporto di compressione di 9:1 poi ridotto a 8,2:1 nel 1972. Nel tardo model year 1972 fu invece introdotto un motore V6 da 2,6 L.
Nel 1973 la Capri fu oggetto di un facelift che coinvolse la calandra ed i fanali posteriori. Nell'anno in oggetto furono riprogettati anche i paraurti anteriori con l'intento di renderli conformi alle nuove norme federali sulla sicurezza, le quali prevedevano che questi componenti fossero in grado di assorbire urti fino a 5 miglia orarie. Sui paraurti vennero anche applicate delle cromature. Nell'occasione, furono anche rivisti il cruscotto, i sedili ed il volante.
Nel 1974 vennero modificati anche i paraurti posteriori nello stesso modo di quelli anteriori. Le cromature furono eliminate. Il motore da 2,6 L fu sostituito da un V6 da 2,8 L.
Nel 1975 la Capri venne completamente rivista. Si passò infatti da una carrozzeria coupé due porte ad un corpo vettura hatchback due porte. Sui mercati americani questa Capri aggiornata fu venduta come "Capri II", mentre nel resto del mondo venne commercializzata come "Capri Mark II". I motori disponibili erano ora un quattro cilindri in linea da 2,3 L ed il V6 da 2,8 L già disponibile in precedenza.
Dopo il model year 1977 la Capri II non fu più importata dall'Europa. Le ultime Capri rimaste in giacenza nei magazzini in Nord America furono vendute nel model year 1978. La Ford Capri europea venne invece ristilizzata e continuò a essere venduta fino al 1986.
Negli anni in cui fu in commercio, questa prima serie di Capri fu venduta in Nord America in 434.825 esemplari. 

## La seconda serie: 1979–1986

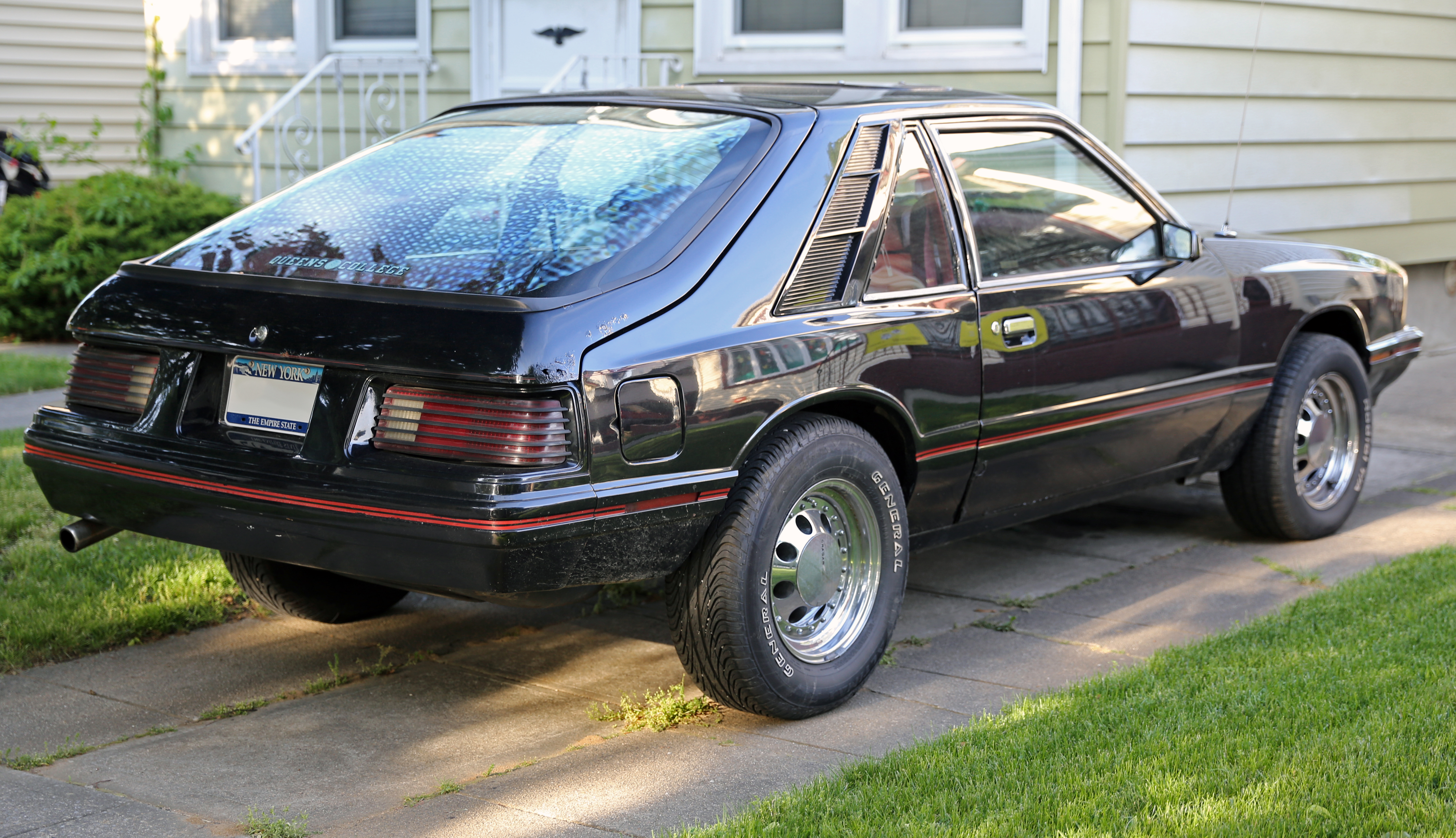
Il retro di una Mercury Capri

La seconda serie di Capri fu invece, sostanzialmente, una versione della Ford Mustang che venne venduta dai concessionari Lincoln e Mercury. L'obiettivo era infatti di fornire alla gamma Mercury una pony car. L'ultimo modello di questo tipo prodotto con marchio Mercury era stata la Mercury Cougar, che venne rimpicciolita nel 1974 per essere complementare alla Ford Thunderbird. Con questa modifica, la Cougar cambiò infatti di categoria. Il gruppo motopropulsore e l'equipaggiamento della Capri erano strettamente correlati a quelli installati sulla Mustang anche se erano presenti delle differenze, seppur minime.
Questa generazione di Capri rimase pressoché immutata negli anni in cui fu prodotta. Essa era contraddistinta da un frontale squadrato e da larghi parafanghi. L'unica novità di un certo rilievo fu l'introduzione nel 1983 del "bubble back", ovvero di un tettuccio che derivava dalle competizioni e che era caratterizzato anche da un lunotto composto da più parti. Nell'occasione, vennero aggiornati anche i paraurti e le luci posteriori.
La nuova serie del modello era basata sul pianale Fox della Ford e fu l'unica Capri ad avere installato dei motori V8. Erano infatti disponibili due motori di questo tipo che avevano una cilindrata, rispettivamente, di 4,2 L e 5 L. Gli altri propulsori offerti erano un quattro cilindri in linea da 2,3 L (sia nella versione aspirata che sovralimentata), un sei cilindri in linea da 3,3 L e due V6 che avevano una cilindrata, rispettivamente, di 2,8 L e 3,8 L. Anche questa Capri aveva il motore montato anteriormente e la trazione posteriore. I cambi disponibili erano manuale a quattro o cinque rapporti e automatico a quattro marce.
Questa serie di Capri venne assemblata a Dearborn ed a San Jose, negli Stati Uniti. Furono disponibili parecchie versioni speciali, tra cui la RS, che era quella ad alte prestazioni. Dal 1984 la versione RS ebbe in dotazione una presa d'aria anteriore che continuò ad essere installata fino al 1986.
Questa generazione di Capri fu vittoriosa nelle competizioni. Più precisamente, vinse nel 1984 e nel 1985 il campionato Trans-Am.
Di questa seconda serie di Capri ne furono prodotti in totale 370.752 esemplari. 

## La terza serie: 1991–1994

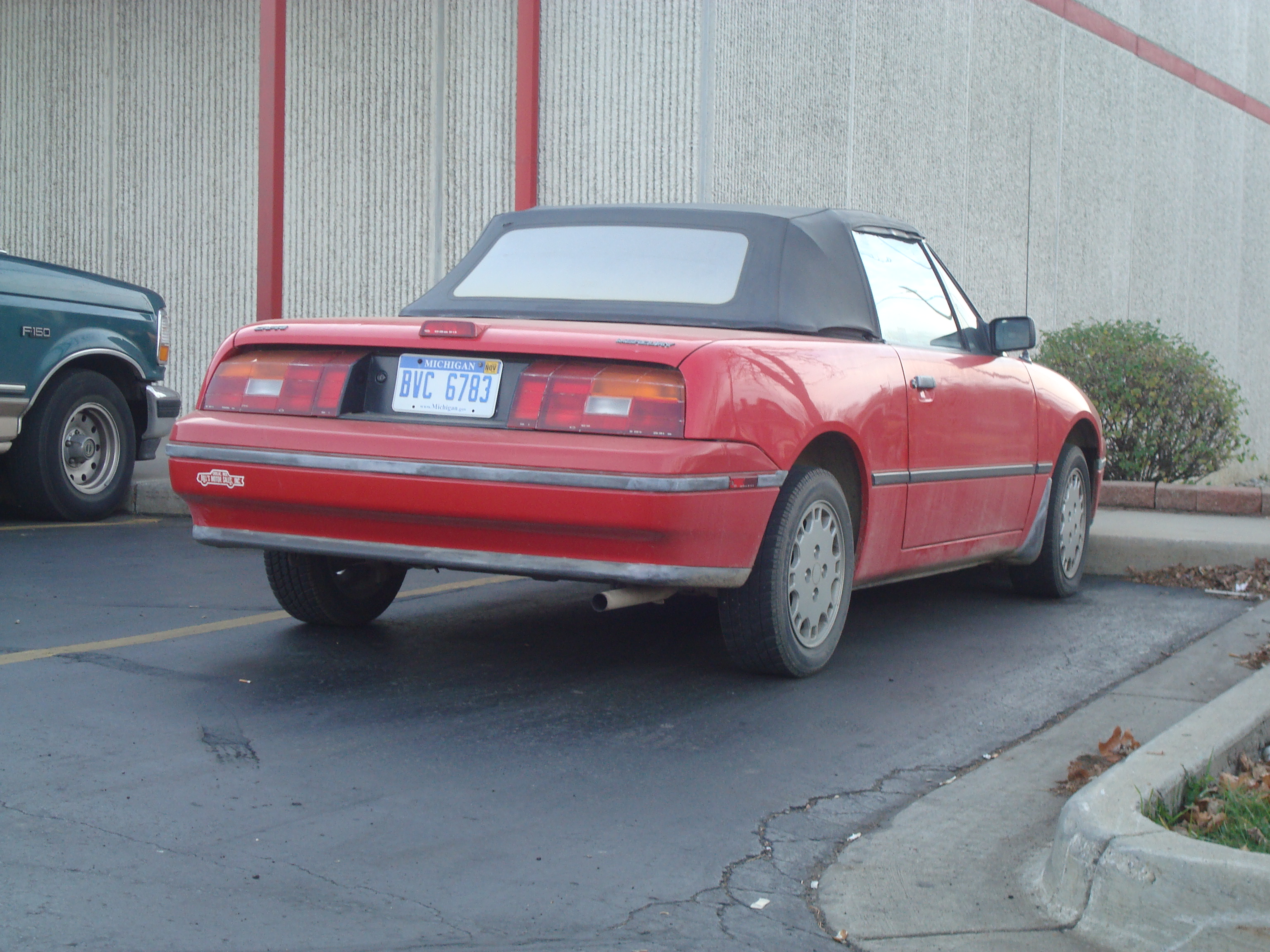
Il retro di una Mercury Capri

Per tentare di fare concorrenza alla Mazda Miata, nel 1989 la Ford Australia introdusse la Ford Capri. La Ford Capri era però a trazione anteriore, mentre il citato modello Mazda era a trazione posteriore. Dal 1991 la Ford Capri venne venduta negli Stati Uniti come Mercury Capri. La Mercury Capri fu commercializzata fino al 1994 ed era caratterizzata, a differenza delle serie precedenti, da una carrozzeria roadster. Dal 1991 al 1994 i cambiamenti operati sul modello furono minimi. Nell'ultimo anno di produzione, ad esempio, furono aggiornati solamente i paraurti ed i fanali posteriori. Tutte le Capri erano dotate di airbag lato conducente.
Erano offerte due versioni, quella base e la XR2. Il modello base era dotato di un motore bialbero  a quattro cilindri in linea da 1,6 L e 100 CV. La XR2 aveva invece installata la versione sovralimentata del motore citato che sviluppava 132 CV. Entrambe erano dotate di un cambio manuale a cinque rapporti. Solo sulla versione base era invece disponibile una trasmissione automatica a quattro merce. La versione XR2 era inoltre dotata di sospensioni posteriori indipendenti e di barre antirollio rinforzate. Entrambe avevano il motore montato anteriormente.